# Swashbuckle
Gli Swashbuckle sono un gruppo musicale metal originario del New Jersey e fondato nel 2005, sotto contratto con la Nuclear Blast Records fino all'uscita del loro terzo album. Lo stile musicale della band è principalmente un crossover thrash alternato da parti melodiche d'intonazione piratesca e momenti grind e hardcore, senza contare vere e proprie ballate folk tipiche della cultura corsara e marinara.

## Storia
Nel 2006 hanno pubblicato il primo album Crewed by the Damned con l'etichetta indipendente Bald Freak Music. Nel 2009 la Nuclear Blast ha messo in commercio il loro secondo album, intitolato Back to the Noose.
Hanno partecipato all'edizione 2009 del Wacken Open Air. Il 30 settembre si sono recati in Italia, come supporto al Paganfest, insieme ad altri gruppi musicali, tra i quali Korpiklaani, Eluveitie, Týr e Alestorm. Hanno inoltre preso parte all' edizione del 2010 assieme a Finntroll, Eluveitie, Týr e Heidevolk.
Nel settembre del 2010 viene commercializzato il loro ultimo album Crime Always Pays.

## Formazione
- Admiral Nobeard - voce e basso
- Commodore RedRum - chitarra
- Captain Crashride - batteria

## Discografia
- 2006 - Crewed by the Damned
- 2009 - Back to the Noose
- 2010 - Crime Always Pays...